# 야마모토 소이치로
야마모토 소이치로(일본어: 山本崇一朗, 1986년 5월 30일 ~ )는 일본의 만화가이다. 만화잡지 《월간 소년 선데이》에 단편 《연애편지》(恋文)로 데뷔한 뒤, 《장난을 잘 치는 타카기 양》을 연재하고 있다.

## 저작
| 제목                     | 원제                     | 분량            | 연재처                    | 연재기간 |
| ------------------------ | ------------------------ | --------------- | ------------------------- | -------- |
| 장난을 잘 치는 타카기 양 | からかい上手の高木さん   | 연재중          | 월간 소년 선데이/쇼가쿠칸 | 2012-    |
| 소문의 쿄코 양           | ふだつきのキョーコちゃん | 단행본 7권 완결 | 월간 소년 선데이          | 2013-16  |
| 내일은 토요일            | あしたは土曜日           | 단행본 2권 완결 | 요미우리 중고등학생 신문  | 2014-15  |
| 쿠노이치 츠바키의 속마음 | くノ一ツバキの胸の内     | 연재중          | 겟산                      | 2018-    |
| 그래도 아유무는 다가온다 | それでも歩は寄せてくる   | 연재중          | 주간 소년 매거진          | 2019-    |